# Jurij Jariomienko
Jurij Wasiljewicz Jariomienko (ros. Ю́рий Васи́льевич Ярёменко, ur. 8 sierpnia 1935 w Czycie, zm. 18 września 1996 w Moskwie) – radziecki i rosyjski ekonomista.

## Życiorys
W 1960 ukończył Chiński Uniwersytet Ludowy w Pekinie (ang. Renmin University of China, pinyin: Zhōngguó Rénmín Dàxué). Od 1960 był pracownikiem naukowym i wykładowcą, został doktorem nauk ekonomicznych, później profesorem. Od 1976 członek KPZR, 1988-1991 dyrektor Instytutu Ekonomii i Prognozowania Progresu Naukowo-Technicznego Akademii Nauk ZSRR, 1990-1991 członek KC KPZR. Od 23 grudnia 1987 członek korespondent Akademii Nauk ZSRR, 1991 doradca prezydenta ZSRR Michaiła Gorbaczowa, 1991-1996 dyrektor Instytutu Ekonomii i Prognozowania Progresu Naukowo-Technicznego RAN, od 1994 akademik RAN. Pochowany na Cmentarzu Trojekurowskim w Moskwie.